# Springfield (Nova Jérsei)
Springfield é uma Região censo-designada localizada no estado americano de Nova Jérsei, no Condado de Union.

## Demografia
Segundo o censo americano de 2000, a sua população era de 14.429 habitantes.segundo o censo de 1 de julho de 2019 a população foi estimada em de 17,464 habitantes.

## Geografia
De acordo com o United States Census Bureau tem uma área de
13,3 km², dos quais 13,3 km² cobertos por terra e 0,0 km² cobertos por água.

## Localidades na vizinhança
O diagrama seguinte representa as localidades num raio de 8 km ao redor de Springfield.
Springfield Township é uma bela comunidade residencial localizada no Condado de Union, New Jersey, com uma população de aproximadamente 15.800.
Springfield foi formado como um município em 14 de abril de 1794 e foi incorporado como um dos primeiros 104 municípios de Nova Jersey por um Ato da Legislatura de Nova Jersey em 21 de fevereiro de 1798. A extremamente crítica Batalha de Springfield foi travada aqui entre o Continental Americano Exército e forças britânicas em 23 de junho de 1780. Alguns marcos históricos da Revolução ainda estão de pé: a Cannon Ball House, construída em 1741, serviu como uma casa de fazenda quando os britânicos a usaram como hospital. Hoje é museu. A Primeira Igreja Presbiteriana de Springfield, que havia sido queimada pelos britânicos, foi reconstruída, usando grande parte da estrutura original. Ele permanece na Avenida Morris 210 até hoje. A estátua de um soldado continental na frente é o menor parque estadual de Nova Jersey.
Springfield é a casa do Baltusrol Golf Club, que foi o anfitrião do Campeonato da PGA de 2005 e está programado para sediar o Campeonato da PGA de 2016. Outros campeonatos de golfe importantes sediados aqui incluem o US Open, realizado em sete ocasiões em Baltusrol. A revista Golfweek classificou o Baltusrol Golf Club como o 36º melhor em sua classificação de 2010 dos "Melhores Campos Clássicos" do país.
O Comitê Municipal, a Comissão Ambiental, o Conselho de Educação, o Springfield Garden Club, a Sociedade Histórica de Springfield, proprietários de empresas e cidadãos preocupados se reuniram para apoiar a iniciativa Greening of Springfield. 
Greening Springfield foi oficialmente estabelecida em 2009, quando Springfield se registrou na Sustainable Jersey como Springfield Green Team (SGT).
A Equipe Verde é formada por voluntários que trabalham em estreita colaboração com a Comissão Ambiental de Springfield, o Departamento de Obras Públicas (DPW) e o governo do município para manter e implementar práticas ambientalmente sustentáveis. O programa tem como objetivo tornar Springfield uma comunidade mais sustentável, o que pode ser alcançado por meio de várias ações da Sustainable Jersey (SJ) com o objetivo de preservar nosso meio ambiente e melhorar nossa qualidade de vida.